# Uncial 066
Uncial 066 (numeração de Gregory-Aland), α 1000 (Soden), é um manuscrito uncial grego do Novo Testamento. A paleografia data o codex para o século 6.

## Descoberta
Codex contém o texto dos Atos dos Apóstolos (28,8-17), em 1 folha de pergaminho (25 x 20 cm). O texto está escrito com duas colunas por página, contendo 25 linhas cada. Ele é um palimpsesto.
O texto grego desse códice é um representante do Texto-tipo Ocidental. Aland colocou-o na Categoria III.
Actualmente acha-se no Biblioteca Nacional Russa (Gr. 6 II) em São Petersburgo.

## Literatura
- Constantin von Tischendorf, "Monumenta sacra et profana" I (Leipzig: 1846), pp. 43 ff.
- Kurt Treu, "Die Griechischen Handschriften des Neuen Testaments in der USSR; eine systematische Auswertung des Texthandschriften in Leningrad, Moskau, Kiev, Odessa, Tbilisi und Erevan", T & U 91 (Berlin: 1966), pp. 292-293.